# Didymaea linearis
Didymaea linearis är en måreväxtart som beskrevs av Paul Carpenter Standley. Didymaea linearis ingår i släktet Didymaea och familjen måreväxter. Inga underarter finns listade i Catalogue of Life.